# Hovdeskar
Die Hovdeskar (norwegisch für Hügelscharte) ist eine Scharte im ostantarktischen Königin-Maud-Land. Im Alexander-von-Humboldt-Gebirge des Wohlthatmassivs liegt sie unmittelbar östlich des Skarshovden am Kopfende des Skarsbrotet.
Entdeckt und aus der Luft fotografiert wurde sie bei der Deutschen Antarktischen Expedition 1938/39 unter der Leitung des Polarforschers Alfred Ritscher. Norwegische Kartographen, die sie auch benannten, kartierten sie anhand von Vermessungen und Luftaufnahmen der Dritten Norwegischen Antarktisexpedition (1956–1960).